# Assurdo (Matteo Romano)
Assurdo è un singolo del cantante italiano Matteo Romano, pubblicato il 5 gennaio 2024.

## Descrizione
Il brano è stato scritto dallo stesso Matteo Romano insieme a Federica Abbate e Julien Boverod e prodotto da quest'ultimo.
Parlando del brano, il cantante ha raccontato che:

## Tracce
Testi e musiche di Matteo Romano, Federica Abbate e Julien Boverod.
1. Assurdo – 3:01